# Bagunte, Ferreiró, Outeiro Maior e Parada
Bagunte, Ferreiró, Outeiro Maior e Parada (llamada oficialmente União das Freguesias de Bagunte, Ferreiró, Outeiro Maior e Parada) es una freguesia portuguesa del municipio de Vila do Conde, distrito de Oporto.

## Historia
Fue creada el 28 de enero de 2013 en aplicación de una resolución de la Asamblea de la República de Portugal promulgada el 16 de enero de 2013 con la unión de las freguesias de Bagunte, Ferreiró, Outeiro Maior y Parada, pasando su sede a estar situada en la antigua freguesia de Bagunte.

## Demografía
| Gráfica de evolución demográfica de Bagunte, Ferreiró, Outeiro Maior e Parada entre 2011 y 2021 |
|                                                                                                 |
| Datos según el nomenclátor publicado por el INE portugués.                                      |